# コガタノゲンゴロウ
コガタノゲンゴロウ (Cybister tripunctatus lateralis) は、コウチュウ目ゲンゴロウ科ゲンゴロウ亜科ゲンゴロウ属の水生昆虫。

## 特徴

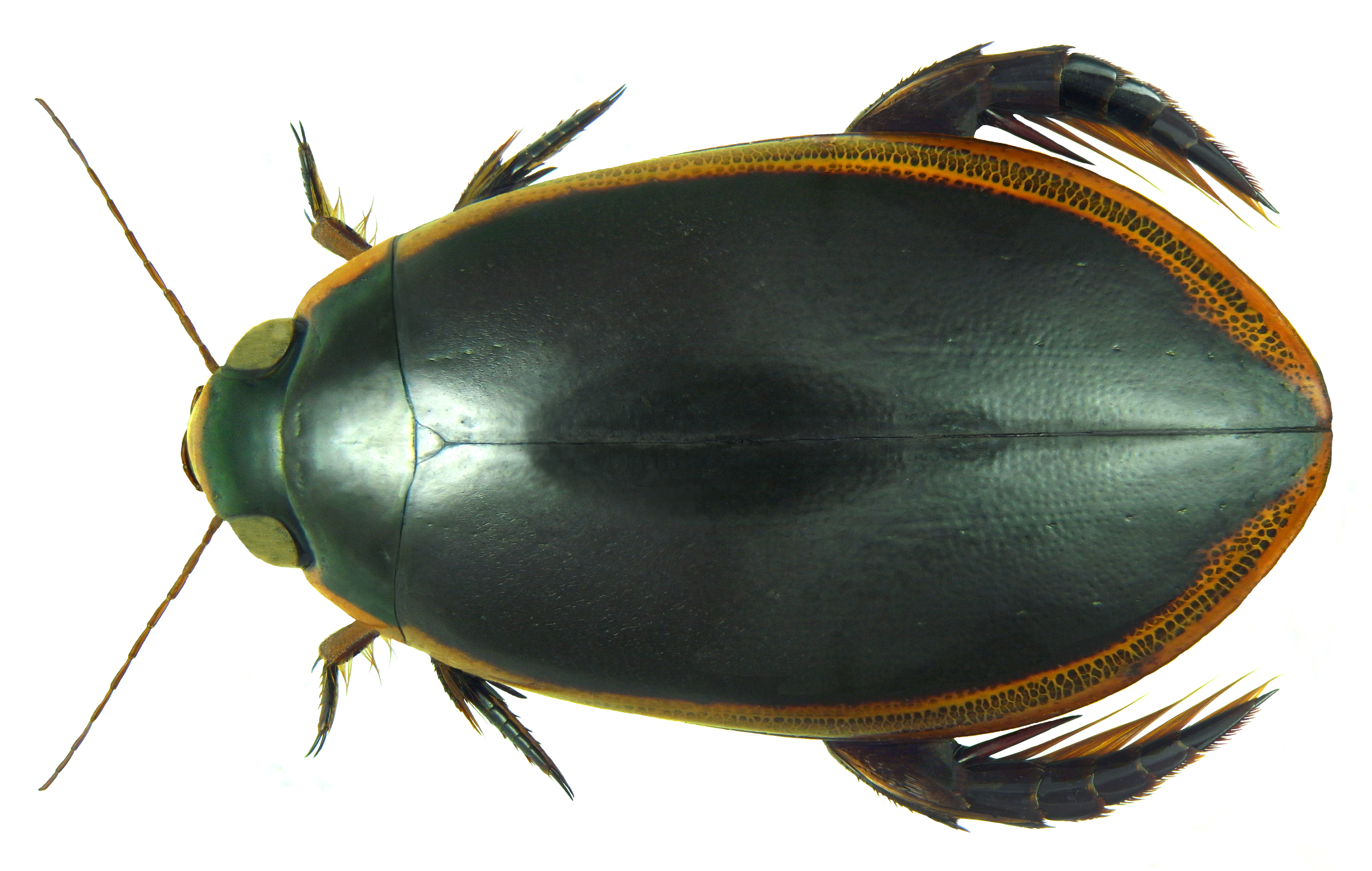
コガタノゲンゴロウ成虫（メス個体）の標本
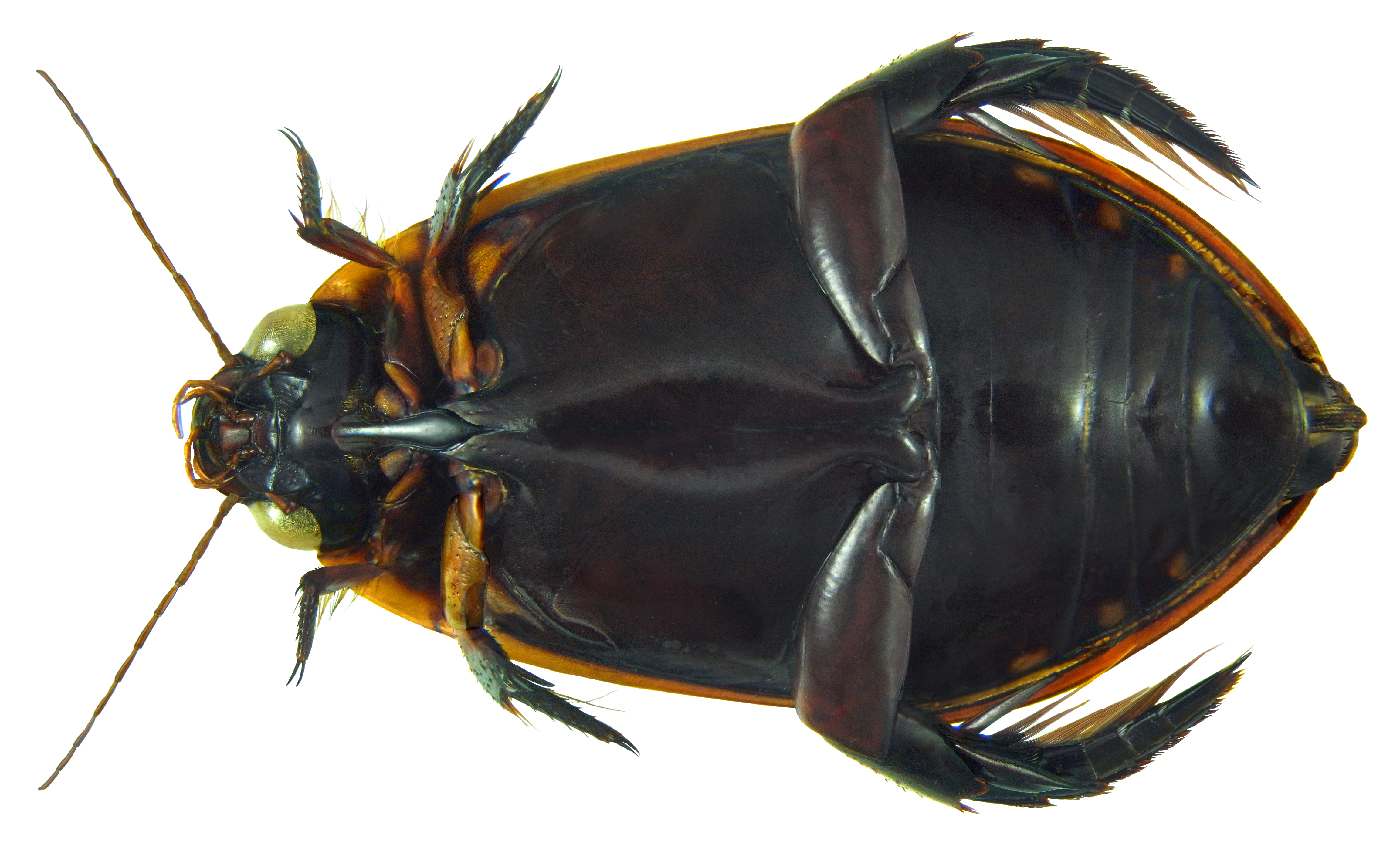
コガタノゲンゴロウ成虫（メス個体）の標本裏面

ゲンゴロウ Cybister chinensis と同属で、背面側から見ると酷似している。しかし名前の通りゲンゴロウより小型で、本種の腹面は黒褐色（ゲンゴロウは黄褐色主体）であるため容易に区別可能である。
体長24 - 29ミリメートルで、体形は比較的平たい長卵型で、背面は緑色か黒褐色で強い光沢がある。頭楯・上唇・前胸背・上翅側縁部はゲンゴロウと同様に黄色から黄褐色で、この上翅の黄色帯は側縁から側片に達し、翅端部で釣り針の先端のように広がる。頭部は細かくまばらに点刻され、前頭両側と複眼内縁部に浅いくぼみがある。前胸背はオスメスともに前縁部・側縁部などに点刻があるほかは、なめらかで光沢があり、上翅には3条の点刻列があり、オスメスともに滑沢で、上翅の長さは前胸の長さの5倍以上ある。触角・口枝は黄褐色、前脚・中脚は黄褐色で中跗節は暗色となり、後脚は暗赤褐色である。腹面は暗赤褐色で光沢が強く、腹部第3節から第5節の側方に黄褐色の小さな紋があるが、メスでは紋が目立たない個体もある。オスの交尾器中央片は先端後方でややくびれ、先端部は二又状で丸みがあり、深く湾入している。

## 分布
日本では本州（関東地方以西）・四国・九州・対馬・南西諸島・小笠原諸島に分布し、国外では台湾・中国（中華人民共和国）・朝鮮半島に分布する。

## 生態
池沼・放棄水田などに生息し、水生植物が豊富な浅い止水域を好むが、水生植物がない水たまりや河川の岸際の植生帯でも見られる。
成虫寿命は2年 - 3年で、4月 - 7月にかけて水草の茎に産卵し、幼虫は主に初夏に確認されるが、条件次第では10月末ごろまで産卵が続き、孵化後約2か月で成虫となる。蛹室の直径は約28ミリメートル・幼虫上陸 - 蛹化までの前蛹期は7日 - 12日程度、蛹化 - 羽化までの蛹期は8日 - 12日程度である。幼虫・成虫ともに肉食性であるが成虫は水草も食べる。

## 分類
Cybister tripunctatus 種の1亜種で、基亜種 C. t. tripunctatus (Olivier, 1795) はアジア・アフリカ・オーストラリアの熱帯・亜熱帯・温帯域に極めて広い分布域を持つ。
2015年発行の『環境省レッドデータブック2014』では C. t. orientalis Gschwendtner, 1931 として掲載されている一方、2018年版環境省レッドリストおよびITISでは C. t. lateralis (Fabricius, 1798) として掲載されている。Nilsson (2015) によると、C. t. orientalis は C. t. lateralis のシノニムとされている。

## 保全状況
かつては日本各地の平地 - 低山地で普通に見られたようだが、農薬の大量使用とほぼ同時に多くの地域で絶滅した。近年は本州では生息地はわずか数か所に残るのみとなったほか、四国・九州でも局所的に残存するのみで減少が著しく、2018年現在は絶滅危惧II類 (VU)（環境省レッドリスト）に指定されている。各都道府県のレッドデータブックにも以下のように掲載されている。
- 東京都（本土部および伊豆諸島）[注 4][20][21]・神奈川県[19]・長野県[23][24][注 5]・愛知県[25][26]・和歌山県[27]・大阪府[28]・佐賀県[29][注 6]では都道府県別レッドデータブックで「絶滅種」に指定されているか「絶滅したと考えられている」状態である。
  - 鳥取県[注 7]・愛媛県[注 8]では各県の条例により採集禁止となっている[37]。
  - なお京都府・兵庫県でも絶滅したと考えられていたが、兵庫県内では県西部のため池にて2010年（平成22年）10月10日にオス1頭を採集した報告があり[38]、京都府でも2009年に南山城村で再発見され、同村の相楽東部広域連合立笠置中学校が保護活動に取り組んでいる[39]。
  - また三重県では1984年に伊賀市で確認されて以降記録がなかったが、2011年11月8日に鳥羽市内の伊勢志摩国立公園内にある用水路で27年ぶりに再発見され、その後志摩市阿児町の横山ビジターセンターで公開された[40][41]。
- 南西諸島では普通種で[14]、現在でも比較的多く見られる場所が残っており灯火に飛来する姿も観察されている[12]。

このように、個体数が回復傾向にあり、分布にも再拡大の傾向が見られる。2012年度公表のレッドリストでは大型ゲンゴロウ類で唯一ランクが下方修正された（絶滅危惧I類→絶滅危惧II類）。その要因としては地球温暖化により南方系の種である本種が生息可能な地域が拡大したことに加え、成虫がゲンゴロウ・クロゲンゴロウより活発に飛翔し移動分散能力が高いため、過去に絶滅・減少した地域に再定着している可能性が指摘されている。

前述の三重県、京都府、兵庫県、島根県での再発見のほか、石川県でも再定着していることが報告されている。さらに、千葉県でも2例の報告があり、高い飛行能力を背景に全国的に分布を再拡大していると見られる。

## 人間との関係
飼育下における寿命は2年 - 3年程度で飼育は比較的容易だが、窮屈な環境を嫌うため小さな飼育容器では死亡しやすい難点がある。また産地を問わず通常の飼育セットで越冬させようとすると低温時に溺死しやすいため、厳冬期は10℃ - 15℃程度に保温して越冬させることが望ましい。
中国（広東省・広西チワン族自治区）ではゲンゴロウ類（本種ほかゲンゴロウ・フチトリゲンゴロウ・トビイロゲンゴロウなど）やガムシ類が昔から広く食用にされており、中でも本種は塩水で煮てから乾燥させて保存食にされている。食べる際には翅・脚をむしり取って残りの部分を食べる。
- 江崎悌三は「風味は干しエビのようなもの。異様な臭気があるが、慣れると病みつきになる旨さで、常用すれば体が温まり寝小便が治るほか催淫効果もある」と評している[46]。
- 三橋(2012)では過去の昆虫食研究家たちの評価を引用して「中国広東省・広州市産の本種を塩茹でにして乾燥させたものはするめのような味がして酒の肴に向く」「焼いたり油で揚げたりしたゲンゴロウ・ガムシは脂っこい魚の燻製に近く、臭い魚油に似たにおいが鼻につく」「醤油で煮ても味はカスっぽく、それほど旨くはない」などの声を挙げている[47]。

また薬用として以下のように利用されていた。
- 日本（1935年 - 1958年の報告） - 本種やゲンゴロウ・クロゲンゴロウなどが民間療法において疳の薬・ジフテリア・百日咳・喘息・肺病・胃腸病の治療・通経などの用途で用いられていた[48]。
- 中国 - ゲンゴロウ類（本種・トビイロゲンゴロウなど）・ガムシ類（ガムシ・コガタガムシなど）が漢方薬「龍虱」（りゅうしつ）として老人・小児の夜間頻尿への薬として用いられていた[49]。
- 朝鮮半島（日本統治時代・1922年の報告） - 老人性頻尿・子供の寝小便・すべての鬱血への薬として用いられていた[50]。